# Odruch nurkowania
Odruch nurkowania – odruch występujący u ssaków, optymalizujący oddychanie do pozostania pod wodą przez dłuższy czas. Jest to reakcja fizjologiczna polegająca na gwałtownym spowolnieniu częstotliwości skurczów serca, następująca w początkowej fazie nurkowania u wielu zwierząt nurkujących. Spowalnia tempo metabolizmu, dzięki czemu zmniejsza zużycie tlenu zawartego w organizmie zwierzęcia. Prawdopodobnie jest wywoływana odruchem nerwowym. Jest mocno widoczny u morskich ssaków (fok, wydr, delfinów), ale występuje także w słabszej formie u innych ssaków, także u ludzi. Również nurkujące ptaki, takie jak pingwiny, wykorzystują podobny odruch. Jest on uruchamiany w szczególności przez kontakt twarzy z zimną wodą. Zanurzenie innych części ciała, a także wyższa temperatura wody (cieplejsza niż 21 °C) nie powodują odruchu. Młodsze osobniki potrafią wytrzymać dłużej pod wodą.

## Działanie
Od zainicjowania odruchu, w ciele zachodzą trzy zmiany:
1. Bradykardia jest pierwszą odpowiedzią na zanurzenie. Niezwłocznie po kontakcie zimnej wody z twarzą, tętno (u człowieka) spada o 10-25%. U fok zmiany są bardziej drastyczne: przy wydłużonym nurkowaniu tętno spada ze 125 do nawet 10 uderzeń na minutę. Spowalnianie tętna zmniejsza zapotrzebowanie na tlen dla krwiobiegu, zostawiając więcej do zużycia przez organy.
2. Potem następuje wazokonstrykcja obwodowa. Pod wpływem wysokiego ciśnienia, spowodowanego głębokim zanurzeniem, kapilary w kończynach zaczynają się zamykać, hamując przepływ krwi do tych obszarów. Wazokonstrykcja zazwyczaj odnosi się do tętniczek, jednak w tym przypadku dotyczy naczyń włosowatych. Najpierw zamykają się palce, potem dłonie i stopy, ramiona i nogi są wyłączane z obiegu, zostawiając więcej krwi do zużycia przez serce i mózg. Mięśnie magazynują jedynie 12% całego tlenu znajdującego się w ludzkim ciele i mają tendencję do kurczenia się podczas tego okresu. W mięśniach morskich ssaków znajduje się od 25 do 30% magazynowanego tlenu, dlatego też mogą długo pracować po zamknięciu naczyń włosowatych.
3. Ostatnią zmianą jest przesunięcie składnika płynnego krwi do płuc (tzw. blood shift), pojawiającą się jedynie podczas głębokich zanurzeń. Organy i ściany komórkowe pozwalają osoczu swobodnie przejść do płuc, by zapobiec ich zgnieceniu. W tej fazie pęcherzyki płucne napełniają się osoczem krwi, które jest reabsorbowane, gdy organizm opuści obszar wysokiego ciśnienia. To stadium odruchu zaobserwowano u ludzi (takich jak mistrz świata w wolnym nurkowaniu Martin Štěpánek), podczas bardzo głębokich (ponad 90 m) zanurzeń.

Dzięki temu odruchowi zarówno osoby przytomne, jak i nieprzytomne, mogą przetrwać bez tlenu dłużej, gdy zanurzone są w zimnej wodzie niż w podobnej sytuacji na suchym lądzie. Pozbawione tlenu dzieci często dłużej przeżywają pod wodą niż dorośli. Dokładny mechanizm tego efektu był omawiany i możliwe, że jest wynikiem ochłodzenia mózgu, podobnego do ochronnych efektów obserwowanych u pacjentów leczonych z głębokiej hipotermii.
Gdy twarz jest zanurzona, wrażliwe na zimno receptory wewnątrz jamy nosowej i innych części twarzy zaopatrywanych przez V nerw czaszkowy (trójdzielny) przekazują informację do mózgu, potem impuls jest przekazywany przez X nerw czaszkowy (błędny) będący częścią autonomicznego układu nerwowego. Powoduje to bradykardię i obwodową wazokonstrykcję. Krew omija płuca i pozostałe organy, poza sercem i mózgiem, tworząc cykl serce-mózg. Pozwala to zachować ssakom tlen dla ważnych życiowo organów.
Wstrzymanie oddechu bez zanurzania twarzy powoduje łagodną bradykardię. Zanurzenie twarzy wyzwala odruch nurkowania, którego nasilenie wzrasta proporcjonalnie do malejącej temperatury wody. Aktywowanie odruchu przez zimną wodę może być używane do leczenia częstoskurczu nadkomorowego. Jednakże największe efekty bradykardii są indukowane, gdy osobnik wstrzymuje oddech z zanurzoną twarzą.